# 1490
Il 1490 (MCDXC in numeri romani) è un anno  del XV secolo.

## Eventi
- In Italia e in Germania vengono fondati i primi orfanotrofi, istituzioni che si prendono cura dei bambini abbandonati e di quelli che hanno perso i genitori.
- 21 febbraio – papa Innocenzo VIII regala a suo figlio Franceschetto la contea dell'Anguillara.
- 19 marzo - Fondazione di Tezze sul Brenta.
- 20 novembre – Prima edizione de Tirant lo Blanch da Joanot Martorell stampato a Valencia
- Vienna viene scelta come capitale dell'impero asburgico.
- I portoghesi sbarcano in Congo.

## Nati

### Gennaio
- 10 gennaio - Gabriele Cesano, vescovo cattolico italiano († 1568)
- 15 gennaio - Francesco Frigimelica, medico italiano († 1558)

### Febbraio
- 17 febbraio - Carlo III di Borbone-Montpensier, condottiero francese († 1527)
- 21 febbraio - Hans Dürer, pittore, illustratore e incisore tedesco († 1538)

### Marzo
- 6 marzo - Fridolin Sicher, compositore e organista svizzero († 1546)
- 24 marzo - Giovanni Salviati, cardinale e vescovo cattolico italiano († 1553)
- 25 marzo - Francesco Maria I della Rovere, nobile e condottiero italiano († 1538)

### Aprile
- 13 aprile - Pirro Gonzaga, condottiero italiano († 1529)

### Maggio
- 16 maggio - Alberto I di Prussia, nobile prussiano († 1568)

### Giugno
- 11 giugno - Juan Ginés de Sepúlveda, umanista, scrittore e presbitero spagnolo († 1573)
- 23 giugno - Lorenzo Lotti, scultore, orafo e architetto italiano († 1541)
- 28 giugno - Alberto di Hohenzollern, cardinale e nobile tedesco († 1545)

### Luglio
- 15 luglio - Francesco Maria Róndani, pittore italiano († 1550)

### Agosto
- 3 agosto - Germano di Kazan' e Svijažsk, religioso e santo russo († 1567)
- 25 agosto - Andrej di Starica, principe russo († 1537)

### Settembre
- 21 settembre - Galvarino,  nativo americano († 1557)

### Ottobre
- 12 ottobre - Bernardo Pisano, cantore e compositore italiano († 1548)
- 23 ottobre - Olao Magno, umanista, geografo e arcivescovo cattolico svedese († 1557)
- 31 ottobre - Nuño Beltrán de Guzmán, esploratore spagnolo († 1544)

### Novembre
- 10 novembre - Giovanni III di Kleve, nobile († 1539)

### Dicembre
- 25 dicembre - Giovanni Marinoni, presbitero italiano († 1562)
- 26 dicembre - Friedrich Myconius, teologo tedesco († 1546)
- 30 dicembre - Ebussuud Efendi, giurista ottomano († 1575)

### Senza giorno specificato
- Muhammad al-Shaykh, sultano marocchino († 1557)
- Colocolo († 1555)
- David Reubeni, attivista arabo († 1541)
- Giovanni da Medina, religioso, teologo e ambasciatore spagnolo († 1547)
- Maturino da Firenze, pittore italiano († 1528)
- Giovanni Vincenzo Acquaviva d'Aragona, cardinale e vescovo cattolico italiano († 1546)
- Francesca d'Alençon, nobildonna francese († 1550)
- Vespasiano Anfiareo, letterato italiano († 1564)
- Ashina Morikiyo, militare giapponese († 1553)
- Matthäus Aurogallus, linguista e ebraista tedesco († 1543)
- Fernando Francesco d'Avalos, condottiero italiano († 1525)
- Vincenzo Barsio, poeta, teologo e filosofo italiano († 1529)
- Bartolomeo Beretta, artigiano italiano († 1565)
- Antonio Blado, tipografo italiano († 1567)
- Capino Capini, condottiero e ambasciatore italiano († 1545)
- Ludovico Cati, giurista, ambasciatore e politico italiano († 1553)
- Eustace Chapuys, diplomatico francese († 1556)
- Stefano IV Colonna di Palestrina, nobile e militare italiano († 1548)
- Giovanni Vincenzo Corso, pittore italiano († 1545)
- Jean Cousin il Vecchio, pittore, incisore e scultore francese († 1560)
- Bernardino Ferrari, pittore italiano
- Antonio Filonardi, vescovo cattolico italiano († 1560)
- Peter Flötner, scultore, orafo e intagliatore tedesco († 1546)
- Ludovico Fogliani, musicista italiano († 1548)
- André de Foix, generale francese († 1547)
- Giovanni Battista Folengo, monaco cristiano e teologo italiano († 1559)
- Guido Fontana, ceramista italiano († 1576)
- Innocenzo da Imola, pittore e disegnatore italiano († 1550)
- Valentin Friedland, pedagogista tedesco († 1556)
- Ulrich Fugger il Giovane, banchiere e mercante tedesco († 1525)
- Michael Gaismair, politico e rivoluzionario austriaco († 1532)
- Brunoro Gambara, condottiero italiano († 1559)
- Alonso García Bravo, architetto, urbanista e condottiero spagnolo († 1563)
- Lucas Gassel, pittore fiammingo († 1568)
- Benedetto Gentile Pevere, doge († 1555)
- Luca Ghini, medico, botanico e farmacologo italiano († 1556)
- Petrus Gillius, naturalista e traduttore francese († 1555)
- Pietro Giustiniani, politico e storico italiano († 1576)
- Anthony Glaser, pittore svizzero († 1551)
- Wolfgang II Griesstätter zu Haslach, presbitero austriaco († 1567)
- García Jofre de Loaísa, esploratore spagnolo († 1526)
- Nikola Jurišić, nobile, militare e diplomatico croato († 1545)
- Giovanni Maria Lanfranco, organista, teorico musicale e scrittore italiano († 1545)
- Bartholomaeus Latomus, umanista lussemburghese († 1570)
- Bernardino Mantegna, pittore italiano († 1528)
- Roberto Maranta, giurista italiano († 1535)
- Bernardino Martirano, poeta e politico italiano († 1548)
- Álvar Núñez Cabeza de Vaca, condottiero, scrittore e avventuriero spagnolo († 1559)
- Blasco Núñez Vela, esploratore spagnolo († 1546)
- Rodrigo Orgóñez, generale e esploratore spagnolo († 1538)
- Lorenzo Pagni, notaio, politico e diplomatico italiano († 1568)
- Borghese Petrucci, politico italiano († 1526)
- Albertino Piazza, pittore italiano († 1529)
- Albert Pigge, teologo, astronomo e matematico olandese († 1542)
- Girolamo Pittoni, scultore e architetto italiano († 1568)
- Giacomo Santoro, pittore italiano († 1544)
- Johannes Sapidus, umanista, poeta e drammaturgo tedesco († 1561)
- Filippo di Savoia-Nemours, duca († 1533)
- Johann Schwebel, teologo tedesco († 1540)
- Francysk Skaryna, linguista, traduttore e umanista bielorusso († 1551)
- Francesco dal Sole, matematico, astronomo e ingegnere francese († 1565)
- John Taverner, compositore e organista inglese († 1545)
- Theodoricus Tzwyvel, tipografo, compositore e matematico tedesco († 1536)
- Alfonso de Valdés, teologo e scrittore spagnolo († 1532)
- Adrian Willaert, compositore fiammingo († 1562)
- Christophe de Longueil, umanista francese († 1522)
- Paolo Battista de' Giudici, doge († 1561)

## Morti
- 5 gennaio - Giovanni Lanfredini, banchiere e politico italiano (n. 1437)
- 27 gennaio - Ashikaga Yoshimasa, militare giapponese (n. 1435)
- 13 marzo - Carlo I di Savoia, nobile (n. 1468)
- 31 marzo - Francesco Sassetti, banchiere italiano (n. 1421)
- 6 aprile - Mattia Corvino, sovrano ungherese (n. 1443)
- 8 maggio - Luigi Rabatà, presbitero italiano (n. 1443)
- 12 maggio - Giovanna d'Aviz, principessa portoghese (n. 1452)
- 17 maggio - Jacopo Guicciardini, politico italiano (n. 1422)
- 22 maggio - Edmund Grey, I conte di Kent, nobile e politico inglese (n. 1416)
- 25 luglio - Pietro da Mogliano, religioso italiano (n. 1435)
- 5 agosto - Gabriele Paveri Fontana, umanista e letterato italiano (n. 1420)
- 8 agosto - Maddalena Gonzaga, nobile italiana (n. 1472)
- 10 agosto - Pietro di Foix, arcivescovo cattolico, cardinale e religioso francese (n. 1449)
- 23 agosto - Caterina de' Pazzi, religiosa e beata italiana (n. 1463)
- 23 settembre - Baldo Bartolini, giurista italiano (n. 1409)
- 7 ottobre - Pietro Lalle Camponeschi, nobile e condottiero italiano
- 17 ottobre - Giuliano da Maiano, scultore, architetto e ingegnere militare italiano
- 26 ottobre - Michele Alberto Carrara, medico e scrittore italiano (n. 1438)
- 29 dicembre - Giovanna del Monferrato, nobildonna italiana (n. 1467)
- Aonghas Óg, nobile scozzese
- Balázs Magyar, militare ungherese
- Bernardo da Treviso, alchimista italiano (n. 1406)
- Laonico Calcondila, storico bizantino
- Antonio Casotti, architetto italiano (n. 1414)
- Alessandro Cortese, umanista italiano (n. 1460)
- Francesco Puteolano, umanista italiano
- Angelo Fasolo, vescovo cattolico italiano (n. 1426)
- Martino Filetico, umanista, grecista e letterato italiano (n. 1430)
- Antonio Lascaris di Castellar, politico italiano (n. 1436)
- Gómez Manrique, poeta e drammaturgo spagnolo (n. 1412)
- Galeotto Marzio, umanista italiano (n. 1427)
- Pascasio di Gallignana, vescovo cattolico italiano
- George Ripley, alchimista inglese (n. 1415)
- Guido de' Rossi, condottiero italiano
- Geertgen tot Sint Jans, pittore olandese (n. 1460)
- Luca Spicola, religioso italiano
- Isabel de Villena, badessa e scrittrice spagnola (n. 1430)

## Calendario
| Calendario 1490 | Calendario 1490 | Calendario 1490 | Calendario 1490 | Calendario 1490 | Calendario 1490 | Calendario 1490 | Calendario 1490 | Calendario 1490 | Calendario 1490 | Calendario 1490 | Calendario 1490 | Calendario 1490 | Calendario 1490 | Calendario 1490 | Calendario 1490 | Calendario 1490 | Calendario 1490 | Calendario 1490 | Calendario 1490 | Calendario 1490 | Calendario 1490 | Calendario 1490 | Calendario 1490 | Calendario 1490 | Calendario 1490 | Calendario 1490 | Calendario 1490 | Calendario 1490 | Calendario 1490 | Calendario 1490 | Calendario 1490 | Calendario 1490 |
| --------------- | --------------- | --------------- | --------------- | --------------- | --------------- | --------------- | --------------- | --------------- | --------------- | --------------- | --------------- | --------------- | --------------- | --------------- | --------------- | --------------- | --------------- | --------------- | --------------- | --------------- | --------------- | --------------- | --------------- | --------------- | --------------- | --------------- | --------------- | --------------- | --------------- | --------------- | --------------- | --------------- |
|                 | 1               | 2               | 3               | 4               | 5               | 6               | 7               | 8               | 9               | 10              | 11              | 12              | 13              | 14              | 15              | 16              | 17              | 18              | 19              | 20              | 21              | 22              | 23              | 24              | 25              | 26              | 27              | 28              | 29              | 30              | 31              |                 |
| Gennaio         | Ve              | Sa              | Do              | Lu              | Ma              | Me              | Gi              | Ve              | Sa              | Do              | Lu              | Ma              | Me              | Gi              | Ve              | Sa              | Do              | Lu              | Ma              | Me              | Gi              | Ve              | Sa              | Do              | Lu              | Ma              | Me              | Gi              | Ve              | Sa              | Do              |                 |
| Febbraio        | Lu              | Ma              | Me              | Gi              | Ve              | Sa              | Do              | Lu              | Ma              | Me              | Gi              | Ve              | Sa              | Do              | Lu              | Ma              | Me              | Gi              | Ve              | Sa              | Do              | Lu              | Ma              | Me              | Gi              | Ve              | Sa              | Do              |                 |                 |                 |                 |
| Marzo           | Lu              | Ma              | Me              | Gi              | Ve              | Sa              | Do              | Lu              | Ma              | Me              | Gi              | Ve              | Sa              | Do              | Lu              | Ma              | Me              | Gi              | Ve              | Sa              | Do              | Lu              | Ma              | Me              | Gi              | Ve              | Sa              | Do              | Lu              | Ma              | Me              |                 |
| Aprile          | Gi              | Ve              | Sa              | Do              | Lu              | Ma              | Me              | Gi              | Ve              | Sa              | Do              | Lu              | Ma              | Me              | Gi              | Ve              | Sa              | Do              | Lu              | Ma              | Me              | Gi              | Ve              | Sa              | Do              | Lu              | Ma              | Me              | Gi              | Ve              |                 |                 |
| Maggio          | Sa              | Do              | Lu              | Ma              | Me              | Gi              | Ve              | Sa              | Do              | Lu              | Ma              | Me              | Gi              | Ve              | Sa              | Do              | Lu              | Ma              | Me              | Gi              | Ve              | Sa              | Do              | Lu              | Ma              | Me              | Gi              | Ve              | Sa              | Do              | Lu              |                 |
| Giugno          | Ma              | Me              | Gi              | Ve              | Sa              | Do              | Lu              | Ma              | Me              | Gi              | Ve              | Sa              | Do              | Lu              | Ma              | Me              | Gi              | Ve              | Sa              | Do              | Lu              | Ma              | Me              | Gi              | Ve              | Sa              | Do              | Lu              | Ma              | Me              |                 |                 |
| Luglio          | Gi              | Ve              | Sa              | Do              | Lu              | Ma              | Me              | Gi              | Ve              | Sa              | Do              | Lu              | Ma              | Me              | Gi              | Ve              | Sa              | Do              | Lu              | Ma              | Me              | Gi              | Ve              | Sa              | Do              | Lu              | Ma              | Me              | Gi              | Ve              | Sa              |                 |
| Agosto          | Do              | Lu              | Ma              | Me              | Gi              | Ve              | Sa              | Do              | Lu              | Ma              | Me              | Gi              | Ve              | Sa              | Do              | Lu              | Ma              | Me              | Gi              | Ve              | Sa              | Do              | Lu              | Ma              | Me              | Gi              | Ve              | Sa              | Do              | Lu              | Ma              |                 |
| Settembre       | Me              | Gi              | Ve              | Sa              | Do              | Lu              | Ma              | Me              | Gi              | Ve              | Sa              | Do              | Lu              | Ma              | Me              | Gi              | Ve              | Sa              | Do              | Lu              | Ma              | Me              | Gi              | Ve              | Sa              | Do              | Lu              | Ma              | Me              | Gi              |                 |                 |
| Ottobre         | Ve              | Sa              | Do              | Lu              | Ma              | Me              | Gi              | Ve              | Sa              | Do              | Lu              | Ma              | Me              | Gi              | Ve              | Sa              | Do              | Lu              | Ma              | Me              | Gi              | Ve              | Sa              | Do              | Lu              | Ma              | Me              | Gi              | Ve              | Sa              | Do              |                 |
| Novembre        | Lu              | Ma              | Me              | Gi              | Ve              | Sa              | Do              | Lu              | Ma              | Me              | Gi              | Ve              | Sa              | Do              | Lu              | Ma              | Me              | Gi              | Ve              | Sa              | Do              | Lu              | Ma              | Me              | Gi              | Ve              | Sa              | Do              | Lu              | Ma              |                 |                 |
| Dicembre        | Me              | Gi              | Ve              | Sa              | Do              | Lu              | Ma              | Me              | Gi              | Ve              | Sa              | Do              | Lu              | Ma              | Me              | Gi              | Ve              | Sa              | Do              | Lu              | Ma              | Me              | Gi              | Ve              | Sa              | Do              | Lu              | Ma              | Me              | Gi              | Ve              |                 |